# Kilmaurs
Kilmaurs (Cill Mhàrais in lingua gaelica irlandese) è una località della Scozia, situata nell'area di consiglio di Ayrshire Orientale.